# 拉罗克坦博
拉罗克坦博（法語：Laroque-Timbaut，法語發音：[laʁɔk tɛ̃bo]）是法国洛特-加龙省的一个市镇，位于该省东部偏南，属于阿让区。

## 地理
拉罗克坦博（44°16'59"N, 0°45'43"E）面积21.64 平方千米，位于法国新阿基坦大区洛特-加龍省，该省份为法国西南部内陆省份，北起多爾多涅省，西接吉倫特省和朗德省，南至热尔省，东临塔恩-加龙省和洛特省。
与拉罗克坦博接壤的市镇（或旧市镇、城区）包括：蒙巴朗、巴雅蒙、卡西尼亚、科扎克、拉克鲁瓦布朗什、圣罗贝尔、索瓦尼亚。
拉罗克坦博的时区为UTC+01:00、UTC+02:00（夏令时）。

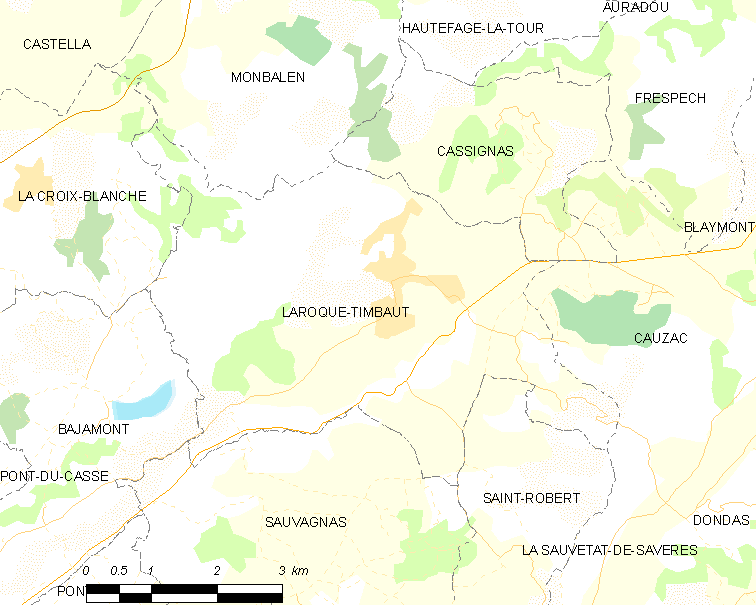
拉罗克坦博的OSM定位图

## 行政
拉罗克坦博的邮政编码为47340，INSEE市镇编码为47138。

## 政治
拉罗克坦博所属的省级选区为塞尔地区县。

## 交通
洛特-加龙省省道D10线、D103线、D110线和D310线在市中心交汇，D656线经过境内东南部。

## 人口

1962-2008年间拉罗克坦博人口变化图示

拉罗克坦博于2022年1月1日时的人口数量为1589人。